# Euclasta amseli
Euclasta amseli is een vlinder van de familie van de grasmotten (Crambidae). De wetenschappelijke naam van deze soort is voor het eerst voorgesteld door Aurelian Popescu-Gorj en Alin Constantinescu in een publicatie uit 1973.
De soort komt voor in China (Sichuan).